# Vincent Canby
Pour les articles homonymes, voir Canby (homonymie).
Vincent Canby, né le 27 juillet 1924 à Chicago et mort le 15 octobre 2000 à Manhattan, est un critique de cinéma et de théâtre américain, directeur de publication pour le New York Times de 1969 jusqu'au début des années 1990, puis critique de théâtre en chef de 1994 jusqu'à sa mort en 2000. Il a passé en revue plus d'un millier de films au cours de sa carrière,.

## Jeunesse
Canby est né à Chicago, Illinois, le fils de Katharine Anne (née Vincent) et Lloyd Canby. Il a fréquenté un pensionnat à Christchurch, en Virginie, avec le romancier William Styron, et les deux sont devenus amis. Il a fait découvrir à Styron les œuvres d' EB White et d' Ernest Hemingway ; la paire a fait de l' auto-stop à Richmond pour acheter For Whom the Bell Tolls.
Il est devenu enseigne dans la Réserve de la Marine des États-Unis le 13 octobre 1942 et a fait son rapport à bord du Landing Ship, Tank 679 le 15 juillet 1944. Il est promu lieutenant (junior grade) le 1er janvier 1946 alors qu'il navigue à bord du LST 679 près du Japon. Après la guerre, il fréquente le Dartmouth College, mais n'obtient pas de diplôme.

## Carrière
Il obtient son premier emploi de journaliste en 1948 pour le Chicago Journal of Commerce . En 1951, il quitte Chicago pour New York et est employé comme critique de cinéma par  Variety pendant six ans avant de commencer à travailler pour le New York Times. En février 1969, il a été désigné porte-parole cinéma du New York Times, succédant à Adler Renata.
Canby était un partisan enthousiaste des seuls styles spécifiques de cinéastes ; notamment Stanley Kubrick, Spike Lee, Jane Campion, Mike Leigh, Rainer Werner Fassbinder, James Ivory et Woody Allen, qui ont qualifié la critique élogieuse de Canby de Take the Money and Run comme un point crucial de sa carrière. D'un autre côté, Canby a également été très critique envers certains films autrement acclamés, tels que Rocky, The Empire Strikes Back, Return of the Jedi, Night of the Living Dead, After Hours, Blazing Saddles, A Christmas Story, Witness, Mask, Le Naturel, Rain Man, L'Exorciste, Un Vol au-dessus du Nid de Coucou, Délivrance, Le Parrain II, Alien et La Chose . Parmi les textes les plus connus écrits par Canby figurait une critique extrêmement négative du film Heaven's Gate de Michael Cimino .
En décembre 1994, Canby a été remplacé en tant que critique de cinéma en chef par Janet Maslin et a déplacé son attention du cinéma au théâtre, étant nommé critique de théâtre du dimanche,.
Canby, était aussi un dramaturge et romancier occasionnel, écrivant les romans Living Quarters (1975) et Unnatural Scenery (1979) et les pièces End of the War (1978), After All (1981) et The Old Flag (1984), un drame se déroule pendant la guerre de Sécession.
La carrière de Vincent Canby est discuté dans le film Pour l'amour des films: L'histoire de la critique du film américain par les critiques contemporains tels que la nation de Stuart Klawans, qui parle de l'influence de Canby.